# Italo-libanesi

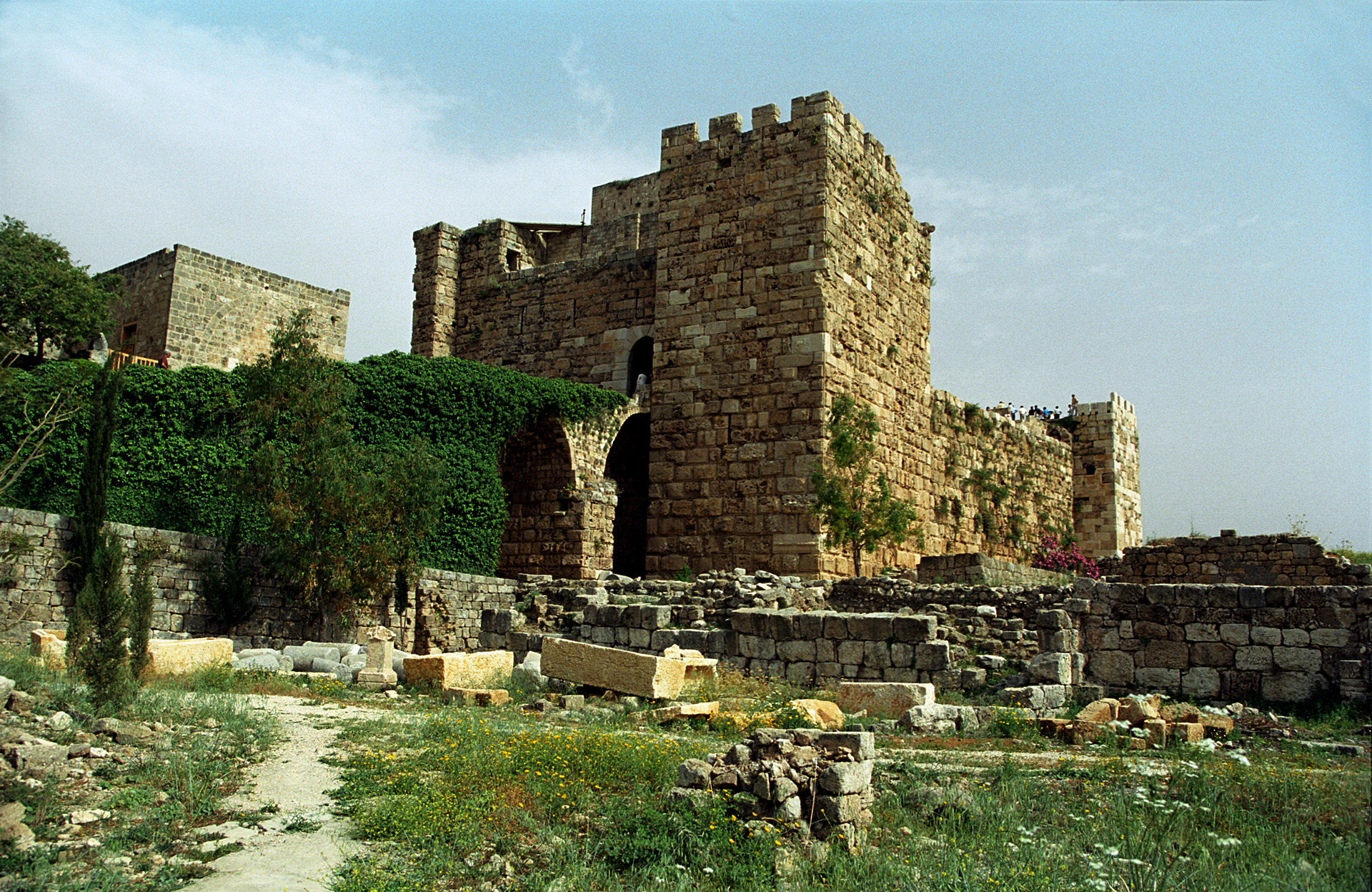
Castello crociato genovese di Biblo.

Gli Italiani del Libano (o Italo-libanesi) sono una comunità originaria del Libano composta da alcune migliaia di persone.

## Storia
Durante il Medioevo le Repubbliche marinare crearono piccole colonie commerciali nell'odierno Libano, le più importante delle quali erano le colonie genovesi di Beirut, Tripoli e Biblo, stanziandosi sul territorio e talora fondendosi con le popolazioni locali.
In tempi più recenti, gli italiani sono venuti in Libano in piccoli gruppi, specialmente alla fine dell'Ottocento e negli anni intorno alla prima guerra mondiale ed alla seconda guerra mondiale. La maggior parte di loro ha scelto di stabilirsi a Beirut, per via del suo stile di vita europeo.
Attualmente l'Italia ha stretti rapporti commerciali con il Libano e sono molti gli italiani radicati a Beirut che svolgono attività per le numerose ditte italiane della città.

## Comunità italiana nel Libano

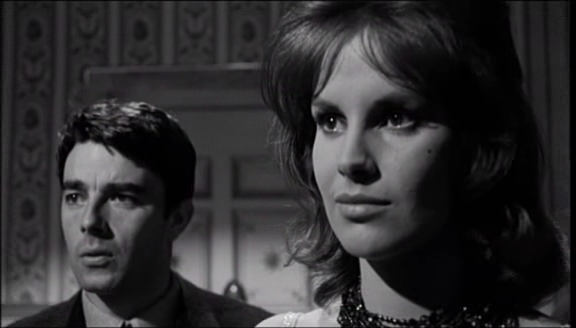
L'attrice italo-libanese Antonella Lualdi in una scena del film I delfini, girato nel 1960.

La comunità italiana nel Libano è molto piccola (circa 4300 persone) ed è in gran parte identificabile nella comunità libanese cattolica.
I matrimoni misti nella comunità italiana sono molto frequenti e la maggior parte dei membri sono solo in parte italiani (attraverso la discendenza paterna o materna). Alcuni di loro si sono anche convertiti all'Islam o sono discendenti di convertiti. Ci sono inoltre alcune famiglie italiane che sono rientrate in Italia dopo la seconda guerra mondiale, con figli nati nel Libano.
L'organizzazione principale della comunità italiana in Libano in passato era l'Associazione Nazionale Pro Italiani del Libano (ANPIL); inoltre recentemente è stata costituita un'Associazione di amicizia Italia-Libano.

## Lingua e religione
Non tutti i residenti italo-libanesi parlano un italiano elementare. Quasi tutti parlano arabo, francese e/o inglese come seconda lingua, e sono cattolici.
Gli italo-libanesi delle nuove generazioni sono completamente assimilati nella società libanese: la maggior parte parla solo arabo e francese (ed appena qualche parola di italiano).
In quanto a religione, la maggior parte delle giovani generazioni pratica il cattolicesimo. Quasi nessun giovane si è convertito all'Islam, anche se vi sono alcuni casi tra le ragazze, dove la conversione è avvenuta per ragioni matrimoniali.